# Unloco
Unloco (a veces escrito Ünloco) fue un grupo de Nu metal procedente de Texas (Estados Unidos).

## Historia
Unloco fue formado en 2000 por Joey Dueñas y Victor Escareno (ambos de nacionalidad chilena mudados a texas). Ese mismo año, la banda lanzó un EP de seis canciones titulado Useless con la discográfica Captiva Records.
El grupo firmó después un contrato con la discográfica Maverick de Madonna y el 20 de marzo de 2001, lanzó su primer álbum Healing. El álbum no fue exitoso en cuanto a las ventas y el futuro con Maverick parecía incierto.
Poco después Marc Serrano sustituyó al guitarrista Brian Arthur, que abandonó la banda al entrar a Goldfinger.
Más adelante Maverick dio a Unloco luz verde para grabar un segundo álbum. Con mucho esfuerzo lanzaron Becoming i el 11 de marzo de 2003, producido por Andrew Murdock - responsable de grupos como Powerman 5000, Godsmack y Chimaira. Unloco estuvo de gira con Korn y Disturbed.Algunas de las presentaciones de Unloco en vivo con Disturbed, fueron editadas en el LP MUSIC AS A WEAPON 2, donde también participaron Taproot y Chevelle. También aparecieron en el Ozzfest en 2003. A pesar de los esfuerzos de su discográfica, Becoming i no logró alcanzar sus expectativas en ventas, y Unloco se disuelve ese mismo año. 
Desde entonces, el guitarrista Marc Serrano se unió al grupo de metalcore A Dozen Furies Peter Navarrete formó una banda llamada Exit the Sun y el cantante Joey Duenas formó otra junto con miembros de Slaves on Dope llamada Anew Revolution.

## Miembros
- Joey Duenas - Cantante
- Marc Serrano - Guitarra
- Victor Escareno - Bajo
- Pedro Verduzco - Batería

### Miembros anteriores
- Brian Arthur - Guitarra

## Discografía

### Álbumes
| Fecha de lanzamiento | Título     | Discográfica |
| 25 de abril de 2000  | Useless    | Captiva      |
| 20 de marzo de 2001  | Healing    | Maverick     |
| 11 de marzo de 2003  | Becoming i | Maverick     |

- Datos: Q1470229